# Sulfuric Acid
SULFURIC ACID – japoński rockowy zespół visual kei, założony w listopadzie 2002 roku przez MASAKI i TOMOZO. Po polsku nazwa zespołu oznacza kwas siarkowy. Zespół rozpadł się 8 października 2006 roku.
W lutym 2003 roku odbył się ich pierwszy koncert one-man, podczas którego wstęp publiczności był wolny oraz dystrybuowano ich pierwszy singel "SULFURIC ACID". Pod koniec roku udali się w trasę "Toumei FOUR_SIX_FOUR_NINE". Ich pierwszy mini-album "Sulfur Drug" został wydany 15 marca 2004 roku.

## Członkowie
- MASAKI – wokal (2002–2006)
- TOMOZO – gitara (2002–2006)
- HIZAKI – gitara (2005–2006)
- Yanagi (柳) – gitara basowa (2003–2006)
- SEIJI – perkusja (2002–2006)

### Byli
- Koji – gitara (2002–2004)
- Yu~u – gitara basowa (2002–2003)
- SATOSHI – gitara (2004–2005, wsparcie)

## Dyskografia

### Demo
- Sonzairiyuu (jap. 存在理由) (2 sierpnia 2003)

### Albumy i EPs
- Sulfur Drug (jap. サルファドラッグ) (15 marca 2004)
- 【s∧lfj'urik 'aesid】 (27 marca 2006)
- Kyousei inyou [03-06] Ongenshu (jap. 強制引用 【03-06】音源集) (11 października 2006)

### Single
- SULFURIC ACID (15 lutego 2003)
- Mitasa re nai asa, nemuru tokei (jap. 満たされない朝、眠る時計) (8 marca 2004)
- Mourin Rouge (15 marca 2005)
- Vanilla Sky (19 września 2005)
- Akahebi ~Kimi to Mita Aka no Kioku~ (jap. 赤蛇～君と見た赤の記憶～) (25 listopada 2005)
- Aohebi ~Boku no Naka no Aoi Yami~ (jap. 青蛇～僕の中の青い闇～) (25 listopada 2005)

### DVD
- Kyousei inyou [03-06] eizoushuu (jap. 強制引用【03-06】映像集) (11 października 2006)

### Składanki
- SUMMIT 01 (31 października 2003)
- Sai Kyou Kessen (jap. 最狂決戦) (23 grudnia 2003)
- Neo Shaped Children (15 kwietnia  2004, z RENTRER EN SOI)
- Shizuoka Kyousei Kari ~Jimoto de Iryou?!~ (jap. 静岡強制狩り～地元で引用？！～) (9 lipca 2004, z Tokyo Michael)
- SUMMIT 02 (19 listopada 2004)
- Silent Hill (8 marca 2005)
- Shikou Kairo (jap. 思考回路) (5 maja 2005)
- Coupling Tour Digest DVD (jap. カップリングツアーダイジェストDVD) (27 lipca 2005)
- SUMMIT 03 (29 listopada 2006)